# Saint-Maurice-en-Gourgois
Saint-Maurice-en-Gourgois este o comună în departamentul Loire din sud-estul Franței. În 2009 avea o populație de 1.713 de locuitori.

## Evoluția populației
| An        | 1975 | 1982 | 1990  | 1999  | 2006  | 2009  |
| --------- | ---- | ---- | ----- | ----- | ----- | ----- |
| Populație | 754  | 859  | 1.006 | 1.277 | 1.658 | 1.713 |